# Iporhogas infuscatipennis
Iporhogas infuscatipennis är en stekelart som beskrevs av Granger 1949. Iporhogas infuscatipennis ingår i släktet Iporhogas och familjen bracksteklar. Inga underarter finns listade i Catalogue of Life.